# Leptothorax leoni
Leptothorax leoni är en myrart som beskrevs av Arnol'di 1971. Leptothorax leoni ingår i släktet smalmyror, och familjen myror. Inga underarter finns listade i Catalogue of Life.